# Maria Elena Moyano

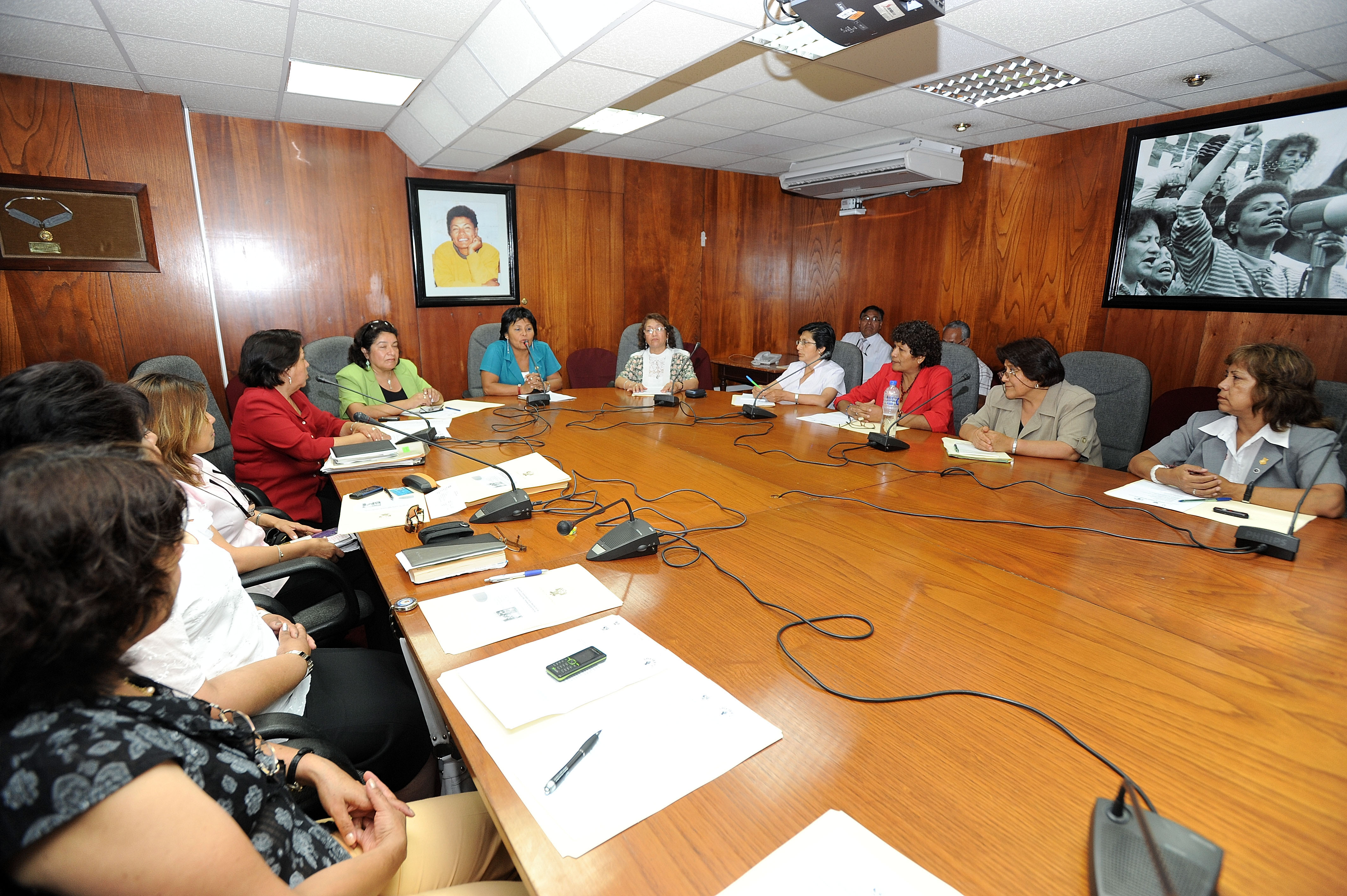
Quadros com imagens de Maria Elena Moyano.

María Elena Moyano Delgado ( Lima, 29 de novembro de 1958 – 15 de fevereiro de 1992) foi uma ativista social afro peruana, líder comunitária, popularmente conhecida como Madre Coraje.

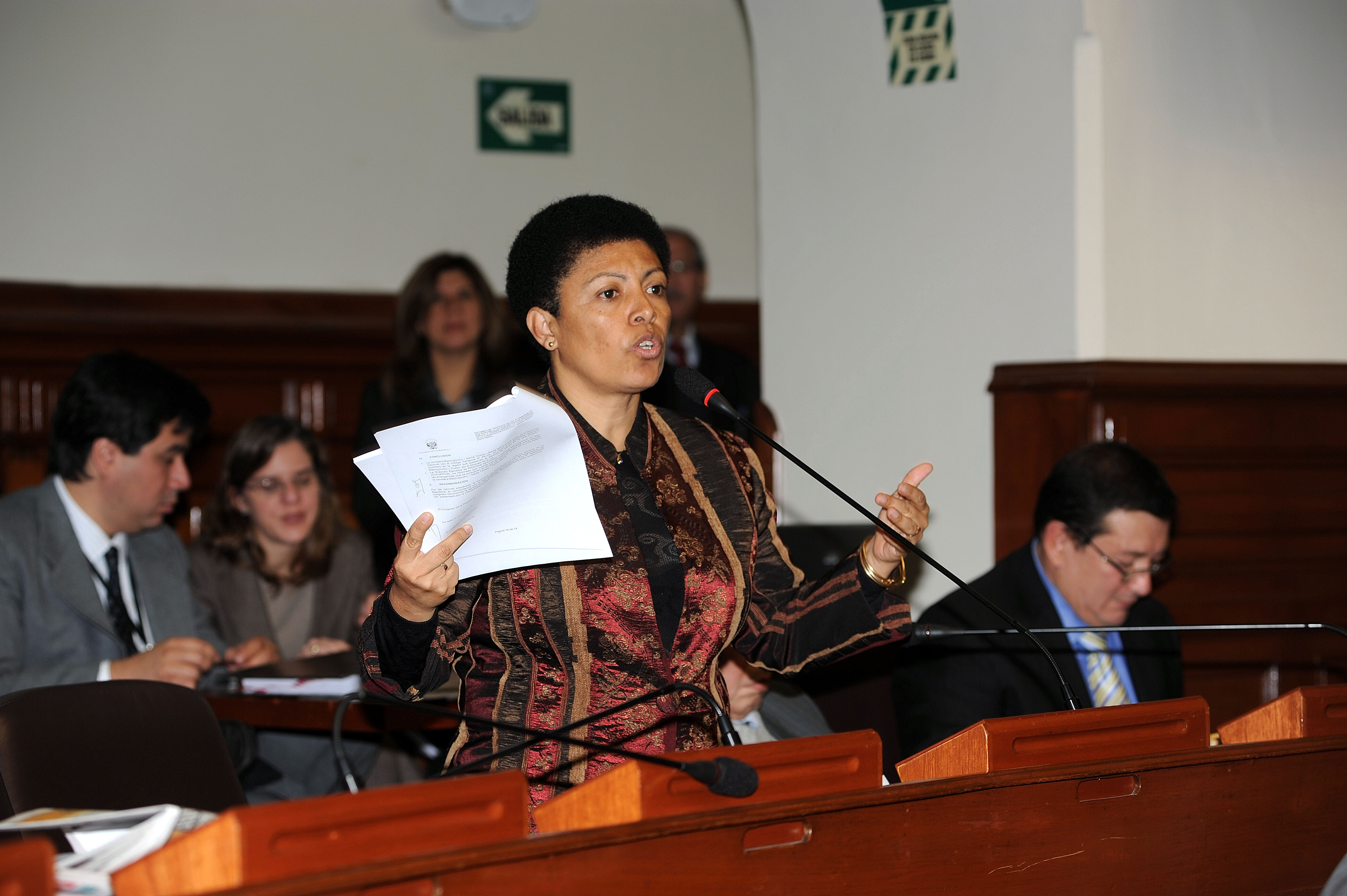
Martha Moyano, irmã de Maria Elena Moyano.

Durante a época do terrorismo no país, Moyano levantou-se contra a organização maoísta Sendero Luminoso em consequência, foi assassinada em Lima aos 33 anos de idade por um comando de aniquilamento daquele agrupamento. É reconhecida por sua luta contra a pobreza, pela defesa dos direitos humanos e os direitos da mulher. Em sua honra, o GEIN ele batizou uma de suas operações contra o Sendero Luminoso como Operação Moyano.

## Primeiros anos de vida
No início da década de 1970, durante a ditadura militar do autodenominado Governo Revolucionário das Forças Armadas, chefiado pelo general Juan Velasco Alvarado, houve uma migração massiva de habitantes de baixa renda do resto do país para o deserto de Pamplona. O então presidente de fato ordenou "uma realocação planejada", que levou à transferência de centenas de famílias para o sul da cidade de Lima e a posterior formação da Comunidade Urbana Autogerida de Villa El Salvador (CUAVES). Durante esses eventos, María Elena Moyano emigrou junto com sua mãe e seus seis irmãos, já separados de seu pai, que havia sido despejado e seus móveis confiscados por não terem conseguido pagar o aluguel.
Para estudar, María Elena viajou muito cedo e de transporte público para Surco, vários quilômetros ao norte de Villa El Salvador, para a escola "Jorge Chávez". Junto com a irmã, eles foram escolhidos para fazer parte do time de vôlei da escola, sendo necessário que voltassem à tarde para treinar.

## Vida universitária
Aos quinze anos de idade, María Elena terminou seus estudos secundários. Seus irmãos queriam que ela e sua irmã Martha fossem para a faculdade. No entanto, María Elena o rejeitou em primeiro lugar. Ela, junto com uma colega, queria ser funcionária de escritório e matriculou-se com ela em um curso de técnica de escritório oferecido pela Universidade de Lima, em uma de suas atividades acadêmicas de projeção social. A universidade, segundo Moyano, era reservada para sua irmã, "a mais estudiosa da família". Martha se candidatou à Universidad Nacional Mayor de San Marcos, mas não entrou. Seu irmão Carlos insistiu que eles se candidatassem à Universidade Inca Garcilaso de la Vega . As duas irmãs se apresentaram; No entanto, María Elena colocou como condição para sua mãe e irmão que ela mesma escolhesse sua carreira, uma decisão que sua mãe rejeitou. Ela queria que Maria estudasse direito. María Elena finalmente decidiu se candidatar a Sociologia, embora tenha garantido que não entraria porque não havia sido treinada em nenhuma academia. Ainda assim, ele fez o exame e passou.
Entre 1973 e 1975, foi presidente do grupo juvenil “Renovación” que se dedicava a realizar atividades de canto e teatro e a divulgar, por meio de palestras e mesas redondas, as formas como os jovens deveriam combater a toxicodependência e os desentendimentos familiares. Após frequentar as aulas de Materialismo Histórico e Materialismo Dialético, cursos que eram ministrados em quase todas as universidades do sistema na época, ela questionou o motivo do esforço dos pobres para estudar e conseguir um emprego, se não conseguiam.
Tempo depois, um grupo de jovens universitários chegou à Comunidade Autogestora de Villa El Salvador com o pretexto de divulgar sua arte. Envolveram-se nas atividades de «Renovação» onde estava Maria Elena, até que criaram uma escola popular onde ensinavam os fundamentos ideológicos do marxismo, da luta de classes e da doutrina maoísta. No entanto Moyano sempre se apegou a suas convicções religiosas cristãs.
.

## Ativismo e liderança
Seus dotes de líder manifestaram-se em todas suas atividades, mas, principalmente, na fundação do clube de mães Micaela Bastidas, que tinha a finalidade de defender às mães da manipulação da OFASA e outros organismos governamentais. Tendo em conta seu dom de trabalhar com pessoas e sua capacidade de trabalho, as mulheres de Villa El Salvador, em 1983, nomearam-na como sua delegada ante uma convenção, onde ia se formar a Federação de Mulheres. María Elena conta que foi com seu filho David no braços. Erlinda Muñoz, rival política que a conhecia desde a tomada do local da 'escuela 6066', não quis que ingressasse ao evento, mas as mulheres do grupo de limpeza disseram que Moyano era sua delegada, a senhora Juana Bendezú convenceu a Muñoz e a fizeram ingressar ao antigo cinema Madri, no segundo sector de Villa El Salvador. Em dita convenção saiu eleita como subsecretaria da organização da Federação Popular de Mulheres de Villa El Salvador (FEPOMUVES).Em 1984, já militando no Partido Unificado Mariateguista, foi designada presidenta de FEPOMUVES, cargo a que foi reeleita no ano 1988. Foi durante sua gestão que esta federação (integrada então por 105 presidentas de clubes de mães e 450 coordenadoras do programa Vaso de Leche), pela vontade política do prefeito Michel Azcueta, a FEPOMUVES obteve a direção do programa do Copo de Leite - Vaso de Leche (criado pela Lei 24059, de 6-I-1985).
Em 1989, foi eleita vice-prefeita do município distrital de Villa El Salvador, como integrante da lista do movimento político da Esquerda Unida, encabeçado pelo senhor Michel Azcueta . As discrepâncias com o grupo terrorista Sendero Luminoso se acentuaram a partir de alguns panfletos publicados por esse grupo e onde se dizia que María Elena havia apreendido o dinheiro de algumas doações de entidades estrangeiras. Em setembro de 1991, María Elena, em uma declaração pública, negou categoricamente tal infâmia e repreendeu os maoístas muito grosseiramente, com estas palavras: «... a revolução não é morte ou imposição, submissão ou fanatismo. . . ».
Em 1990, María Elena, aos trinta anos, deixa, segundo um boletim "Amigos da Vila", a presidência da Fedepomuves para dar lugar à nova geração de líderes que se formaram no último período em que o confronto político exigiu das lideranças populares não apenas um forte compromisso com as organizações de base, mas também, e basicamente, um claro distanciamento e condenação dos métodos de terror que o Sendero Luminoso impôs a muitas organizações como forma de controlar, pela força e pelo terror, que eles não podem alcançar com argumentos políticos. Com as organizações de mulheres o Sendero Luminoso teve um grande conflito: sua natureza democrática, a distância clara que essas organizações marcaram com o uso da violência e do terror, a organização cotidiana para enfrentar as circunstâncias adversas que a crise econômica trazia ao país, são alguns dos aspectos absolutamente antagônicos ao projeto político do Sendero Luminoso. Por essas razões é que o Sendero inicia uma campanha de assassinatos, de terror, de tentativas de separar os líderes das bases com através de acusações de traição à causa popular. Assim, as gerentes são acusados pelo Sendero de serem reformistas e de colaborarem com o governo, de serem imediatos em suas tentativas e conquistas na melhoria das condições de vida de suas famílias e comunidades.

## Assassinato
Um dia antes de sua morte, o Sendero Luminoso convocou um ataque armado em todo o distrito. María Elena, junto com várias mulheres, foi às ruas de Villa El Salvador para desafiar o ataque e as ameaças do grupo terrorista de assassinar qualquer pessoa fora de suas casas. A parada armada convocada pelo Sendero Luminoso foi um fracasso e os senderistas buscavam represálias.
Em resposta, no dia 15 de fevereiro de 1992, à idade de 33 anos, Maria Elena Moyano, quando se encontrava numa reunião organizada pelo programa Copo de Leite, foi assassinada por um grupo de execução de 15 terroristas do Sendero Luminoso, deixando órfãos seus 2 filhos, de 10 anos e de 8 anos, respectivamente. Dentro do local, uma mulher do comando disparou-lhe no peito e a cabeça, para depois arrastar seu corpo e dinamita-lo com cinco quilos de explosivos no meio da rua. Quatro dias de ter sepultado seus restos mortais, os senderistas dinamitaram a sua tumba. Seu esposo e filhos tiveram que procurar asilo político na Espanha.

## Maria Elena Moyano na cultura popular
Um filme biográfico sobre María Elena Moyano, Coraje, do diretor peruano Alberto Durant, foi lançado em 1999.
Em 6 de fevereiro de 2012 propôs-se que a cada 15 de fevereiro se comemore o assassinato de Moyano como Dia contra o Terrorismo.
Em 15 de fevereiro de 2017, 25 anos após seu assassinato, foi inaugurada a exposição itinerante "María Elena Moyano: 25 anos de afirmação da vida".

## Veja-se também
- Distrito de Vila El Salvador
- Asociación Madre Coraje